# Ligamentum anulare radii

Bänder des Ellbogengelenks. Das Ligamentum anulare radi ist als anular ligament bezeichnet.

Das Ligamentum anulare radii (lateinisch für „Ringband der Speiche“) ist ein Band im Bereich des Ellbogengelenks. Es entspringt am ellenseitigen Rand des Speicheneinschnitts der Elle (Incisura radialis ulnae), umgreift den Radiuskopf und setzt wieder an der Incisura radialis ulnae an. Es stabilisiert das obere Speichen-Ellen-Gelenk (Articulatio radioulnaris proximalis). In das Ligamentum anulare radii strahlen die beiden Schenkel des radialen Seitenbands (Ligamentum collaterale radiale) ein, so dass die Drehbewegungen der Speiche (Pronation und Supination) nicht durch dieses Seitenband behindert werden. Während das Band im Ansatz- und Ursprungsbereich aus kollagenem Bindegewebe besteht, ist der mittlere Bereich, also der der Incisura radialis gegenüberliegende, durch Knorpeleinlagerungen gekennzeichnet. Das Ligamentum anulare radii ist fest mit der Gelenkkapsel verbunden.

## Klinik
Bei der Radiuskopf-Subluxation (Chassaignac-Syndrom, Pronation doloreuse) kommt es, meist durch starken Zug am Arm bei Kleinkindern, zur Einklemmung des Radiuskopfes im Ligamentum anulare radii in Pronationsstellung.

## Vergleichende Anatomie
Tieren mit weitestgehend verschmolzenen Unterarmknochen wie Paarhufer und Unpaarhufer fehlt das Ligamentum anulare radii an den vorderen Extremitäten.